# Урлівська вулиця (Київ)
У́рлівська ву́лиця — вулиця в Дарницькому районі міста Києва, житловий масив Позняки (1-й, 2-й, 3-й, 8-й та 9-й мікрорайони). Пролягає від вулиці Княжий Затон до Здолбунівської вулиці. З боку Здолбунівської Урлівська переходить у Сортувальну вулицю.
Прилучаються вулиці Анни Ахматової, Дніпровський провулок, вулиці Прип'ятська і Тальнівська.

## Історія
Вулиця запроєктована під назвою Житлова, 3. Сучасна назва з 1993 року — походить від історичного топоніму місцевості Урлів, зафіксованому в літописах. Спочатку вулиця була тупиковою, продовжена у зв'язку із будівництвом 2-го і 3-го житлових мікрорайонів на місці колишнього села Позняки.

## Установи та заклади
- Спеціалізована школа № 329 «Логос» імені Георгія Гонгадзе, з поглибленим вивченням іноземної мови (буд. № 19-Б)
- Дитяча поліклініка № 3 Дарницького району (буд. № 13)
- Київський міський дитячий діагностичний центр (буд. № 13)